# Der Rat der Ratten

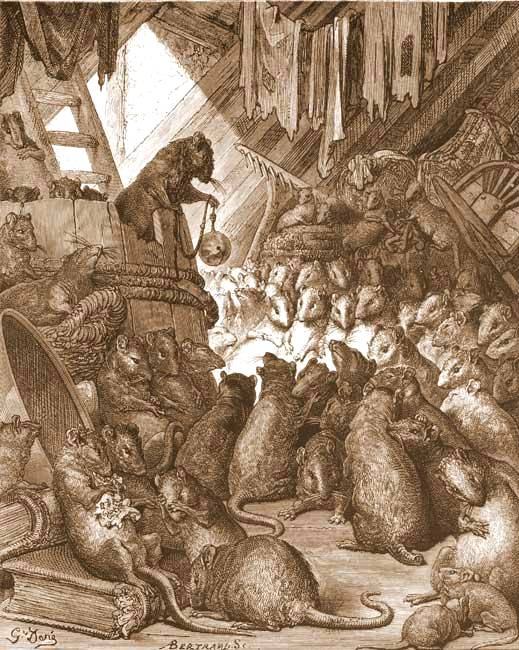
Conseil tenu par les Rats

Der Rat der Ratten (französisch Conseil tenu par les Rats) ist die zweite Fabel aus dem zweiten Buch der Fabelsammlung Fables Choisies, Mises En Vers von Jean de La Fontaine, die 1668 erstmals veröffentlicht wurde. Das Thema wurde schon früher aufgegriffen, es findet sich im Dialogus Creaturarum (1480), bei Laurentius Abstemius (1440–1508) und im Ysopet unter dem Titel „Die Mäuse, die einen Rat gegen die Katze gebildet hatten“, sowie in der Fabel von Deschamps, welche an die von La Fontaine erinnert. Die Fabel findet sich weder bei Äsop noch bei Phaedrus.

## Inhalt
La Fontaines Version erzählt auf episch-komische Weise, wie einst das Volk der Ratten von einem Kater stark dezimiert worden war und die überlebenden Ratten darbten, weil sie sich nicht mehr aus ihrem Bau trauten. Da die Lage immer schlimmer wurde, hielten sie Rat, als der Kater auf Brautschau war und den ganzen Tag mit seiner Dame verbrachte. Eine hochangesehene Ratte unterbreitete den Vorschlag, dass sie dem Kater eine Schelle um den Hals binden könnten, um ihn beim Heranschleichen rechtzeitig zu hören und sich in Sicherheit bringen zu können. Alle Ratten waren hell begeistert, es wagte jedoch keine einzige Ratte den Plan auszuführen, und so löste sich die Versammlung auf, ohne das Problem gelöst zu haben. Der Dichter schließt mit dem Lehrsatz am Ende der Fabel:
Versammlungen gar viel

sah ich, wie diese, ohne Zweck und Ziel,

nicht nur von Ratten, nein, von weisen Magistraten,

selbst von geschulten Diplomaten.

Handelt sich’s um weisen Rat – an Ratsherrn wird es nie gebrechen.

Doch gilt’s entschlossne, frische Tat – ja, Freund, dann ist kein Mensch zu sprechen!
Übersetzung: Ernst Dohm

## Analyse

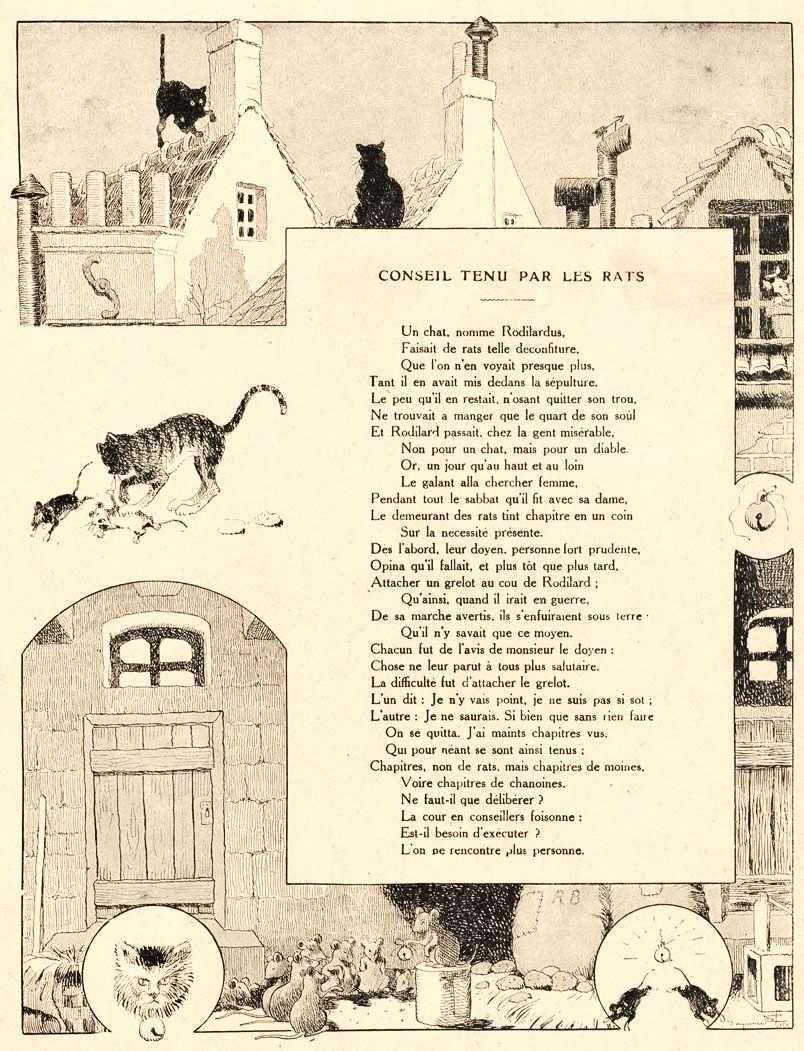
Zeichnung mit Fabeltext von Benjamin Rabier (1864–1939)

Mit dieser Fabel nimmt La Fontaine das „Geschlecht der Politiker“, die Schwätzer, aufs Korn, welche glauben, alles zu verstehen. Er lässt die zusammengerotteten Ratten lächerlich erscheinen, indem er ihre Ratsversammlung als ‚chapitre‘ bezeichnet (=Versammlung der Domherren oder Ordensritter), doch ihr Versammlungsort ist ein Winkel. La Fontaine gebrauchte den Satz «Chacun fut de l’avis de Monsieur le Doyen» (Alle waren der Meinung des Herren Dekan), was jedoch in seiner Feierlichkeit komisch wirkt; Der Ausdruck wurde zum Sprichwort. Dem feisten Kater gibt er den Namen Rodilardus, wie ihn schon François Rabelais in seinem vierten Buch von Gargantua und Pantagruel verwendet hatte. Den Namen hatte sich ursprünglich der italienische Dichter Elisio Calenzio (1430–1503) passenderweise für einen Mäusekönig ausgedacht, denn Rodilardus ist ein burleskes Wortspiel aus ‚rongeur de lard‘, was so viel wie Speckbenager bedeutet. Weiterhin trägt das Duett des Katers mit seinem Schätzchen zur Belustigung der Leser bei. Die ausführliche Beschreibung des schrecklichen Katers erinnert an Cerberus, den Höllenhund. La Fontaines Schlusssatz «Est-il besoin d’exécuter, l’on ne rencontre plus personne» (Gibt es Bedarf zu handeln, ja dann trifft man niemanden mehr) ist ebenfalls zum Sprichwort geworden.